# Löwengasse (Wien)
Die Löwengasse ist eine Straße im 3. Wiener Gemeindebezirk Landstraße. Sie ist die wichtigste Durchzugsstraße des Stadtteils Weißgerber.
Schon um 1700 als wichtigere Straße vorhanden, ist sie trotz zahlreicher Umbauten und der Anlage zahlreicher Querstraßen und Plätze ohne Begradigung erhalten. Den Namen Löwengasse hatte ursprünglich nur der Teil vom heutigen Radetzkyplatz weg, der obere Abschnitt hieß Kirchengasse. Die durchgehende Benennung des Straßenzuges erfolgte vor 1873. Der Name stammt von einem Hauszeichen (Zum goldenen Löwen) auf Nr. 29. 
Der obere Teil der Straße ist seit 1859 von der Verbindungsbahn unterbrochen. Etwa gleichzeitig wurde die alte Weißgerberkirche abgerissen und Radetzky- sowie Kolonitzplatz angelegt. Auf letzterem wurde die neue Pfarrkirche St. Othmar unter den Weißgerbern erbaut. Der obere Teil der Straße ist bis etwa zur Hetzgasse von blockhafter Bebauung mit strenghistoristischen Zinshäusern geprägt, im unteren Teil dominieren monumentale späthistoristische Wohnbauten. Um die Paracelsusgasse, deren Fortsetzung der straßenhofförmige Rudolf-von-Alt-Platz bildet, befindet sich ein annähernd geschlossenes späthistoristisches Ensemble, das als herausragendes Gebäude das Palais des Beaux Arts aufweist. Ein deutlicher Akzent aus neuerer Zeit ist das Hundertwasserhaus.
Durch die Löwengasse führt die Straßenbahnstrecke zwischen Franz-Josefs-Kai und Prater Hauptallee. Sie durchquert die Straße ab dem Radetzkyplatz auf ihrer ganzen restlichen Länge. Derzeit wird die Strecke von der Linie 1 befahren.
Ganz am Anfang geht die Straße in den Angelo-Soliman-Weg über, einer Passage zum Donaukanal, die 2009 von der Künstlerin Julie Hayward gestaltet wurde und nach dem in der Nähe wohnhaft gewesenen Angelo Soliman benannt wurde.
Ab den Nrn. 6 (gerade Seite) und 11 (ungerade Seite) sind die Bauten der Straße vollständig in der von der Stadt Wien definierten Schutzzone Untere Weißgerber enthalten.

## Gebäude
- Nr. 2B (Obere Weißgerberstraße 14) wurde 1859 von Anton Baumgarten mit Eduard Kuschée als Baumeister erbaut. Der repräsentative Mittelrisalit mit Dreiecksgiebel und Pilasterordnung ist noch am ehesten im ursprünglichen Zustand erhalten. Die Fassade wurde im ursprünglich rustizierten Sockelgeschoß vereinfacht, der Dekor der rechten Fassadenhälfte und der zur Oberen Weißgerberstraße ist komplett abgeschlagen.[4]

- Nr. 8–10 (Radetzkyplatz 3, Radetzkystraße 15–17) wurde 1875 von Peter Gerl erbaut und ist Teil des Radetzkyplatz-Ensembles. Gegen den Platz weist das Gebäude einen Runderker mit Karyatiden auf. Die beiden anschließenden Achsen sowie die Mittelachse zur Radetzkystraße hin.[4]

- Nr. 12B (Kolonitzplatz 1) ist der Pfarrhof der Othmarkirche und eine Volksschule im selben Gebäude. Der Bau wurde 1870–1872 erbaut und 1894/95 adaptiert. Der viergeschoßige Sichtziegelbau mit H-förmigem Grundriss zeigt in den Mittelteilen gotisierenden Dekor.[5]

- Am Kolonitzplatz, aber von der Löwengasse tangiert, befindet sich die Pfarrkirche St. Othmar unter den Weißgerbern. Der Bau wurde 1866 begonnen und 1873 geweiht, der Architekt war Friedrich von Schmidt, die Bauleitung hatte Josef Hlávka inne.[6] Es handelt sich um einen neugotischen Backsteinbau mit einem mächtigen sechseckigen  Eingangsturm. Das Langhaus weist abgetreppte Strebepfeiler und zweibahnige Maßwerkfenster auf, hinter dem Querschiff und dem durchfensterten Chorschluss ist der Raum nach Art eines Chorschlusses polygonal angeordnet. Im Inneren ist sie ein basilikal angeordneter dreischiffiger und fünfjochiger Raum. die Einrichtung mit neugotischen Formen stammt überwiegend aus der Bauzeit.[7] Die Kirche steht unter Denkmalschutz.[8]

- Nr. 22 (Hetzgasse 35) mit der turmartigen Ecklösung stammt aus dem Jahr 1871 von Josef Hlávka.[9]

- Nr. 28 (Kegelgasse 31) stammt so wie das Nebenhaus Kegelgasse 29 ebenfalls von Hlávka und waren Stiftungshäuser der Josef-, Marie- und Zdenka-Hlávka-Stiftung.[6]

- Nr. 30 (Kegelgasse 32) wurde 1908 von Leopold Fuchs erbaut. Es weist einen Eckturm mit kolossaler Halbsäulengliederung auf, die Vorhalle ist oval mit Halbsäulen und ebenso wie der Hausflur reich mit vegetabiler Stuckornamentik dekoriert.

- Nr. 33 ist das ehemalige Löwen-Kino, das 1922 von Alfred Mautner und Johann Rothmüller erbaut wurde. Es hat eine Fassade mit Kerbschnittdekor, in der Mittelachse befinden sich die Reliefs zweier Masken und eines Löwen. Es steht unter Denkmalschutz.[8]

- Nrn 34 & 36 (Rudolf-von-Alt-Platz 7 bzw. 1) sind die Abschlussbauten des straßenhofartigen Rudolf-von-Alt-Platzes, die sich zugleich in das Straßengefüge der Löwengasse einfügen. Sie sind mit Löwenfiguren am Dach ausgezeichnet und wurden 1906 von den Gebrüdern Anton und Josef Drexler (Nr. 34) bzw. 1908 von Leopold Fuchs erbaut.

- Nr. 37A (Blütengasse 9) wurde 1912 von Franz Gebhart erbaut. Die nachhistoristische Fassade weist Erker, geschwungene Giebel und eine repräsentative Eckkuppel auf. Sie ist mit Motiven in Anlehnung an die Wiener Werkstätte dekoriert.

- Nr. 41–43 (Kegelgasse 34–38) ist das Hundertwasserhaus. Es wurde 1983–1985 unter der Leitung von Friedensreich Hundertwasser erbaut, die architektonische Planung stammt von Josef Krawina mit späteren Abänderungen von Peter Pelikan. Konzipiert ist es als Musterbauwerk, das Hundertwassers Vorstellungen von menschengerechtem Wohnbau umsetzen sollte, die sich nicht zuletzt in der Ablehnung der nivellierenden Rasterarchitektur der Nachkriegszeit definieren. Im Einklang mit Hundertwassers Manifest Gegen die gerade Linie werden wellige Oberflächen bevorzugt, das Fensterrecht drückt sich durch unterschiedliche Gestaltung der Fenster aus. Auch ist das Haus (das von der Gemeinde Wien, der Besitzerin des Baus, als Ökohaus geführt wird[10]) begrünt und mit Bäumen bepflanzt, was ein harmonisches Miteinander von Mensch und Natur beispielhaft vorzeigen soll.

- Nr. 45 (Paracelsusgasse 10) wurde 1908 von Siegfried Kramer erbaut. Die barockisierende monumentale Fassade mit malerisch silhouettierten Mansarddächern korrespondiert mit den gegenüberliegenden Häusern (Nr. 34 & 36) sowie zu Nr. 47 (dem Palais des Beaux Arts, s. u.). Im Stiegenhaus gibt es Fenster mit Blumengirlanden.

- Nr. 47–47a ist das Palais des Beaux Arts. Es wurde 1908/09 von den Gebrüdern Drexler erbaut, gilt als eines ihrer Hauptwerke und ist darüber hinaus eines der wichtigsten Werke des Nachhistorismus, bei dem späthistoristische Gliederungseinheiten mit secessionistischen Dekorformen kombiniert werden. Ursprünglich als Modezentrum namens Chic Parisien geplant, ist es von der Pariser Architektur inspiriert, kombiniert aber auf eigenwillige und originelle Art verschiedene Stilelemente.[4] Es ist ein mächtiges Eckhaus mit hochaufragendem Turm und übergiebelten Erkerbauten. Im Mezzanin sowie im dritten Obergeschoß befinden sich repräsentative Steinbalkone. Der gelenkartig eingeschobene Eckturm ist das auffälligste Element, er ist von einem dreifach abgestuften polygonalen Glockendach bekrönt und seitlich beim Dachgeschoß von globenhaltenden Frauenfiguren flankiert. Repräsentativ ist auch das Vestibül Marmorverkleidung und Stuckdekor, Pfeiler mit Vasen führen zu einem Stiegenaufgang ins eigentliche Treppenhaus, der seitlich mit Bronzereliefs von Frauengruppen dekoriert ist. In diesem Gebäude ist die Litauische Botschaft untergebracht. Es steht unter Denkmalschutz.[8]

- Nrn. 49 & 51 wurden 1910 von Franz Wafler erbaut. Die Häuser sind mit mächtigen Mittelerkerbauten und barockisierenden Fassaden versehen.

- Nr. 53 ist das Geburtshaus Anton von Weberns, daran erinnert eine Gedenktafel.

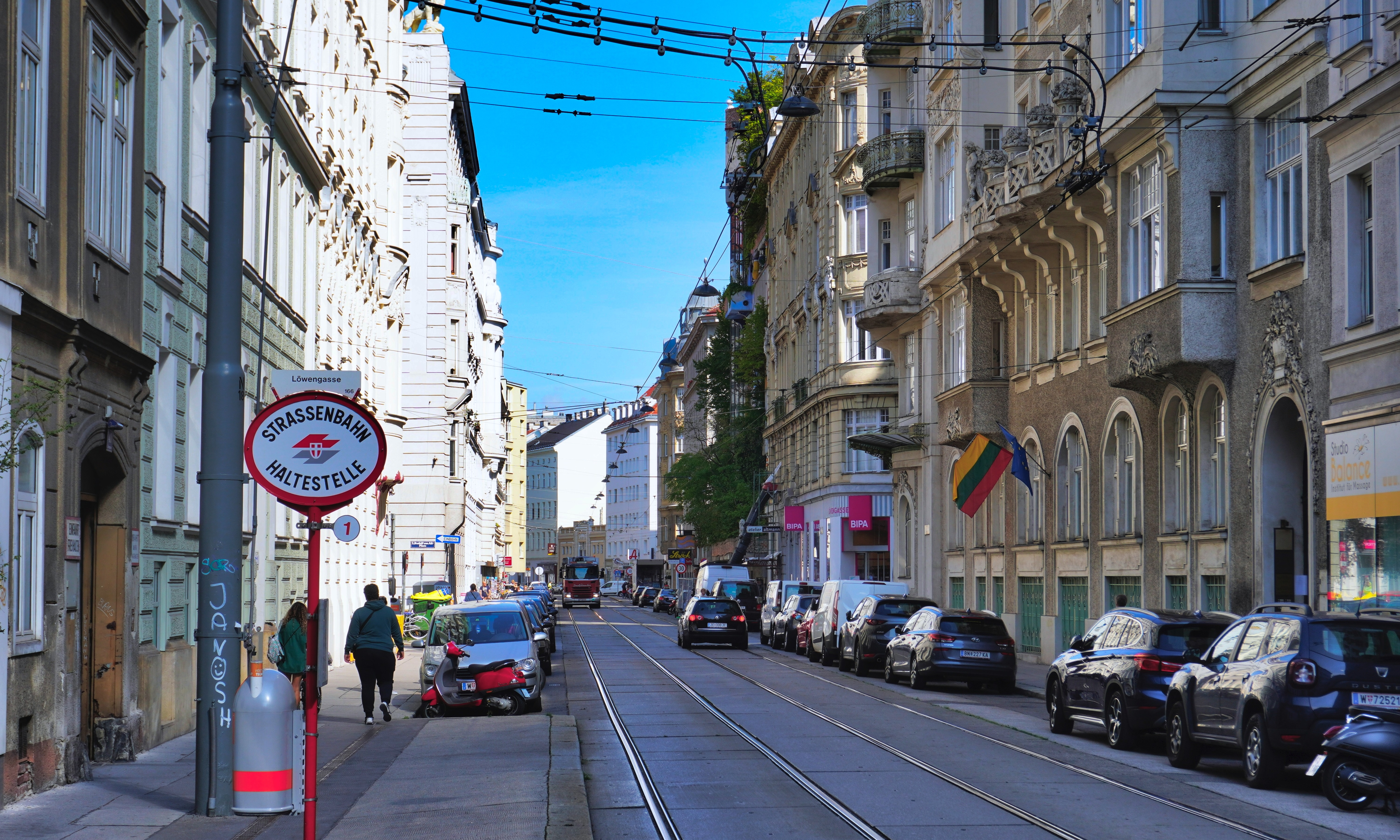
Löwengasse, Blick von der Rasumofskygasse Richtung Norden
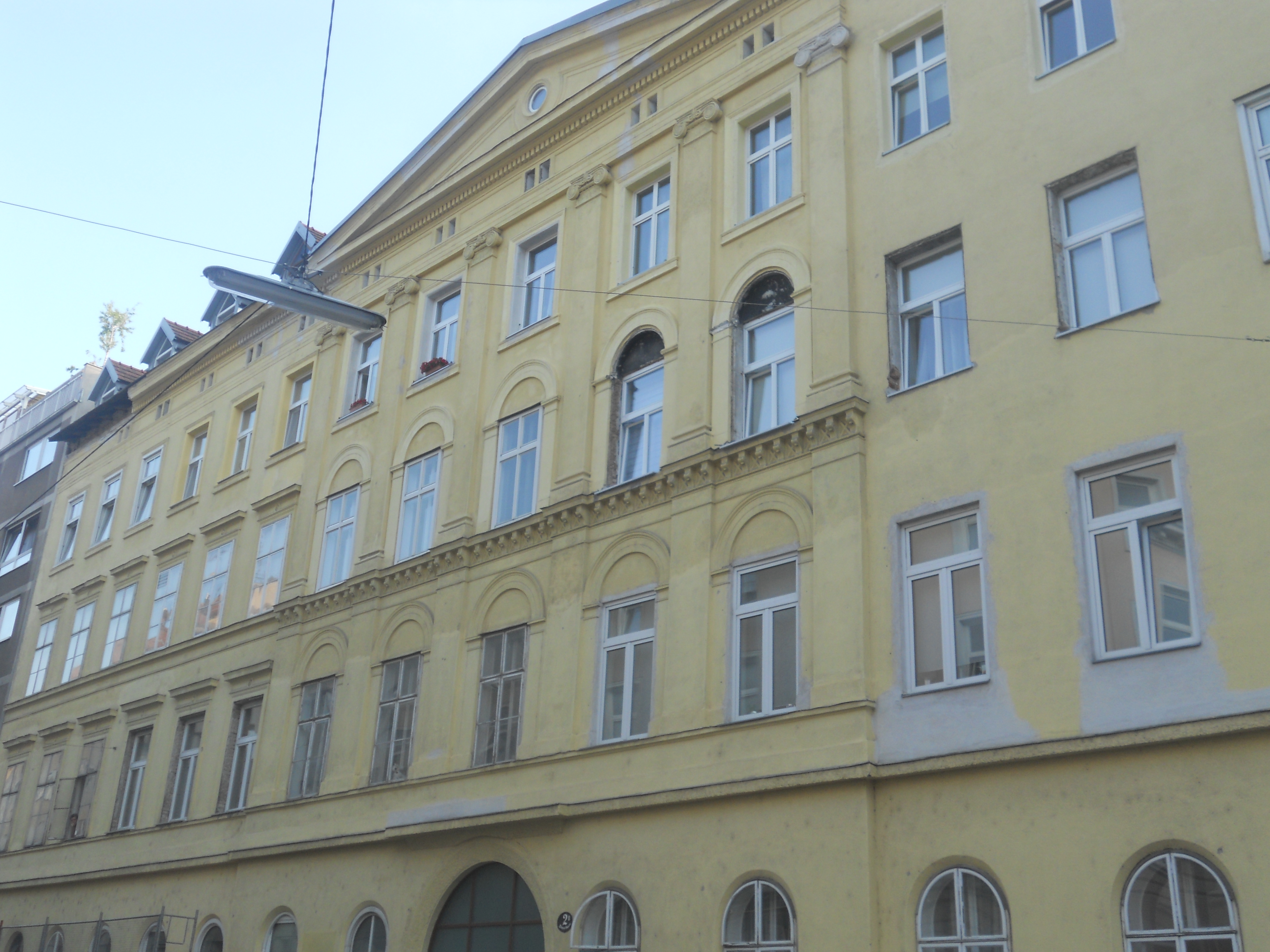
Nr. 2B
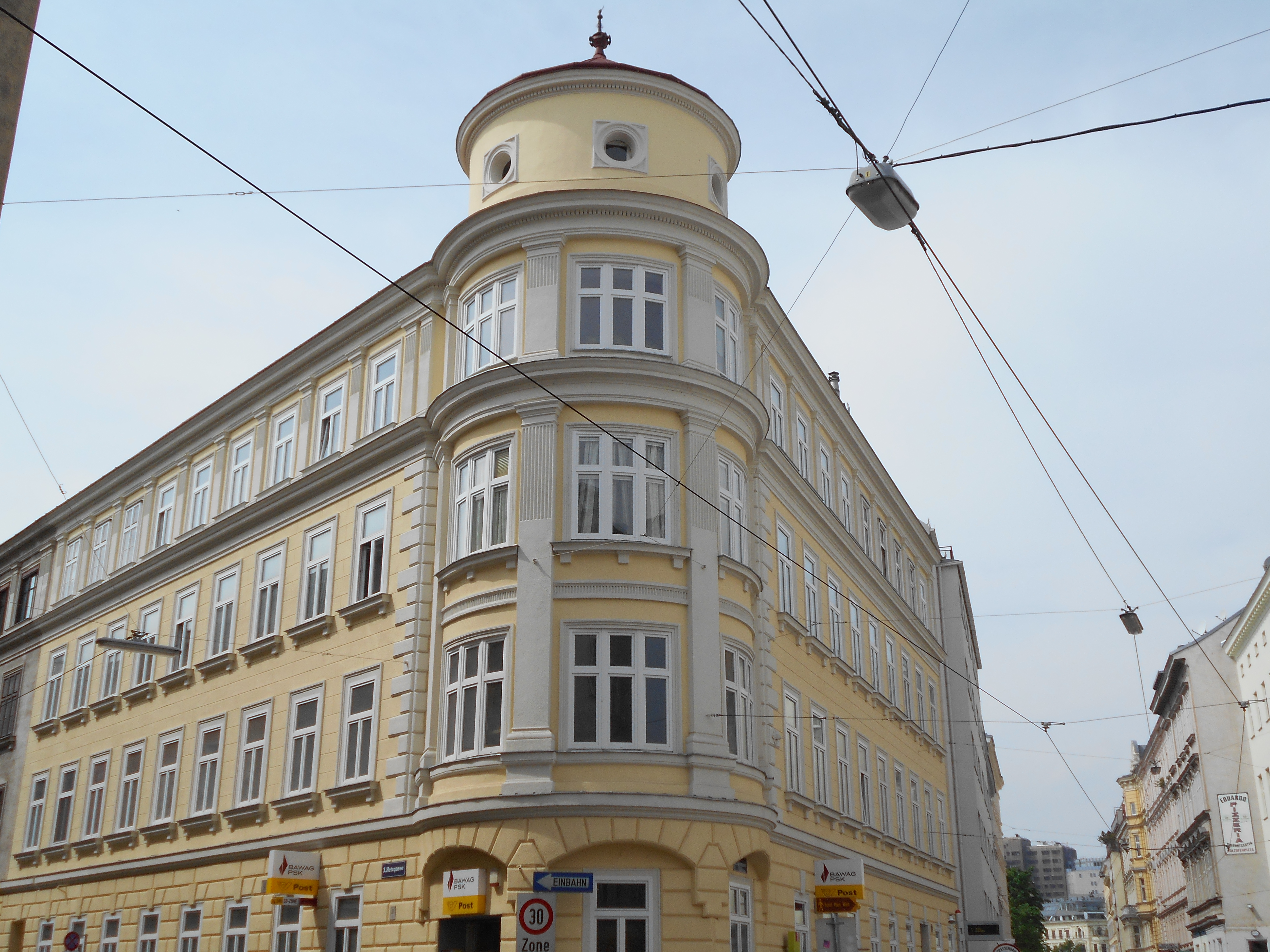
Nr. 22
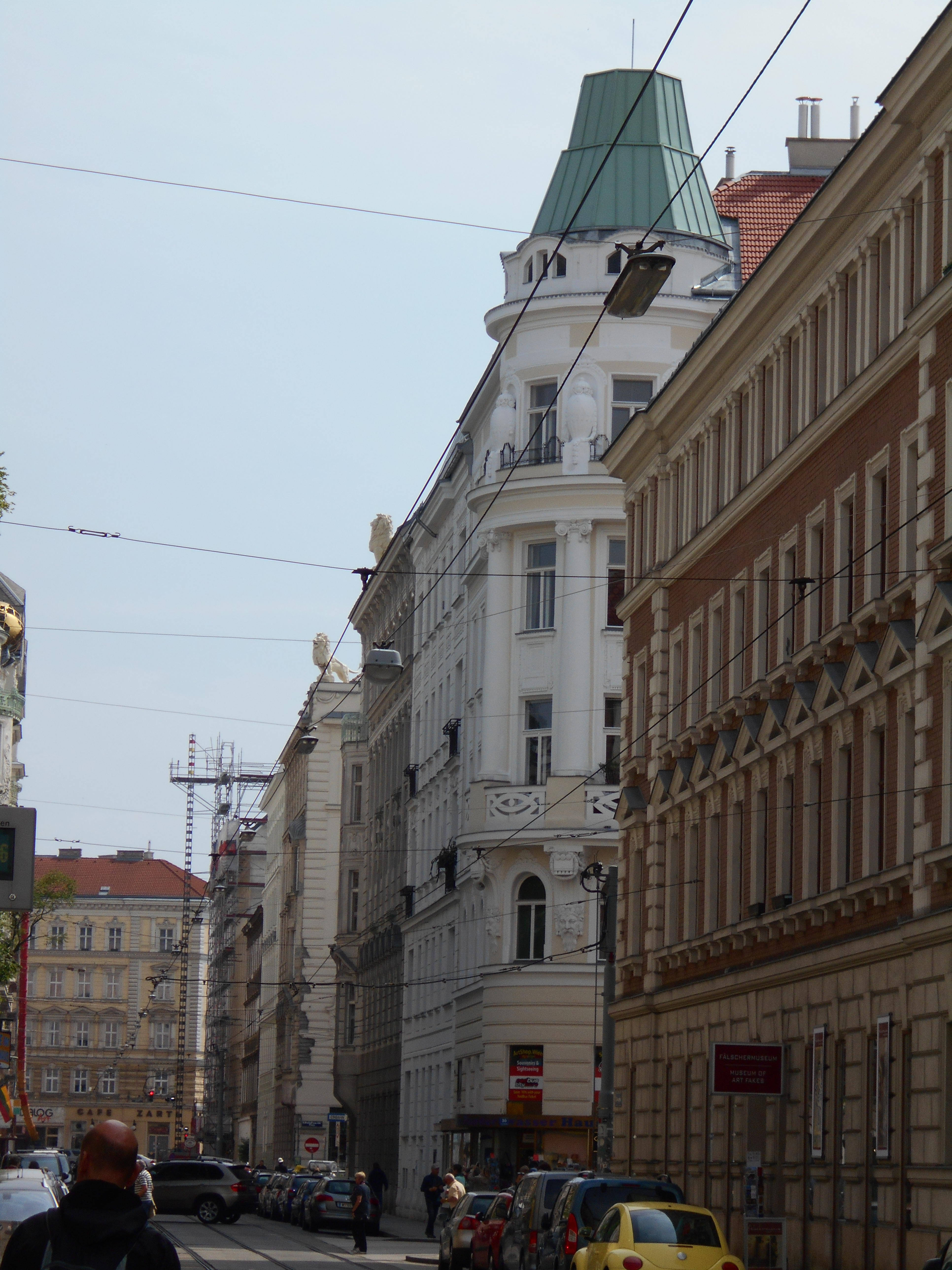
Blick stadtauswärts, von rechts die Häuser 28 & 30
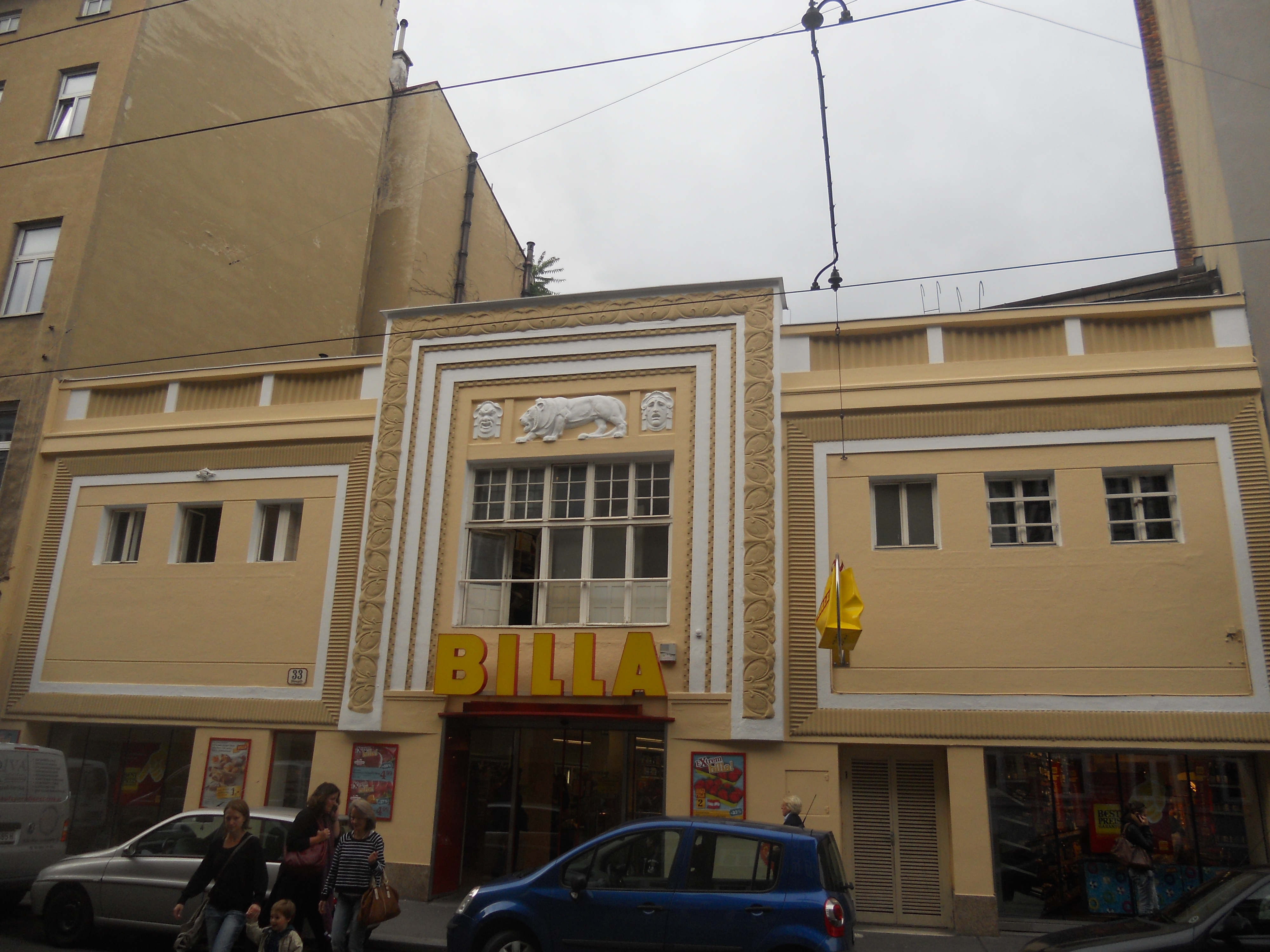
Ehem. Löwen-Kino
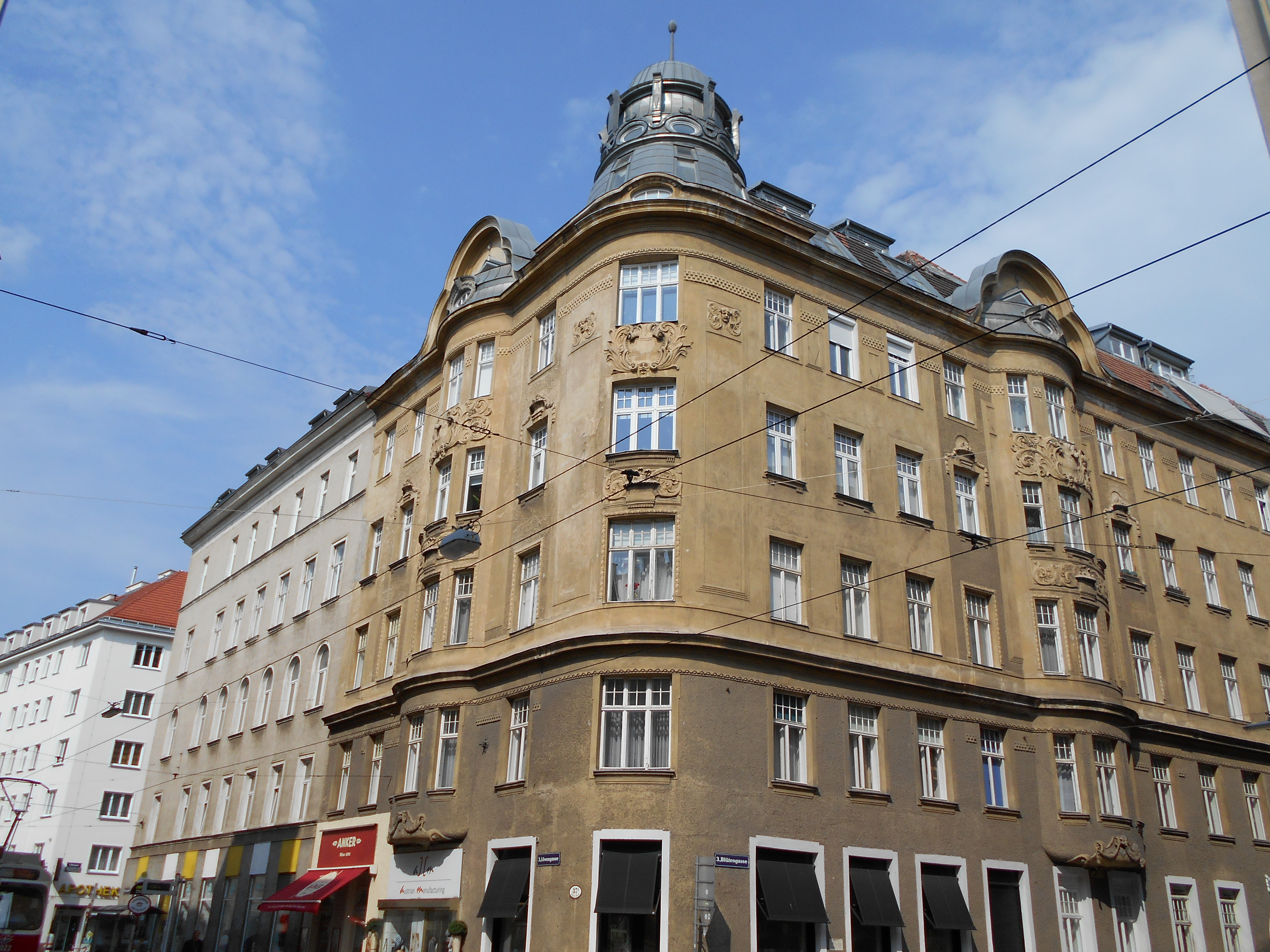
Nr. 37A
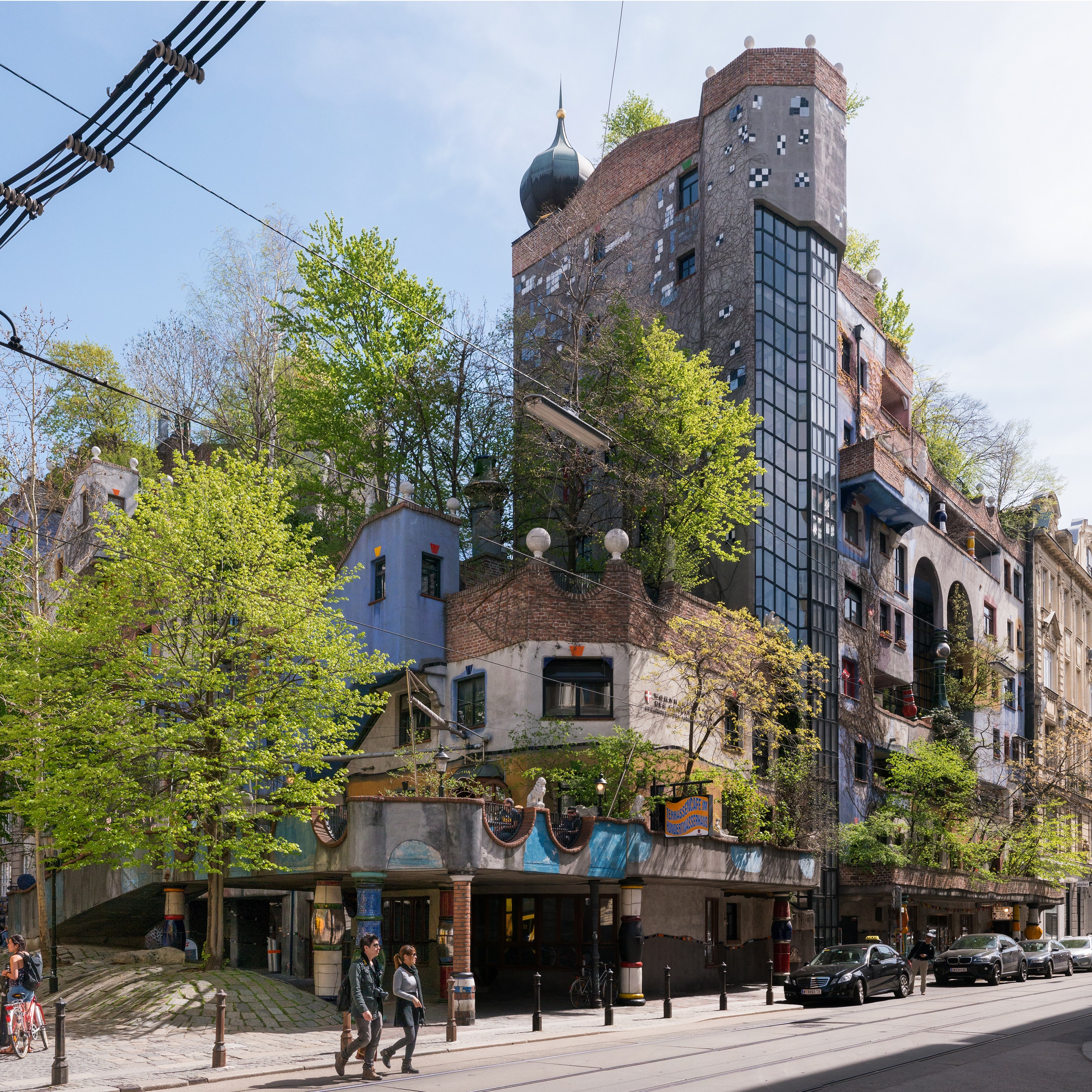
Hundertwasserhaus
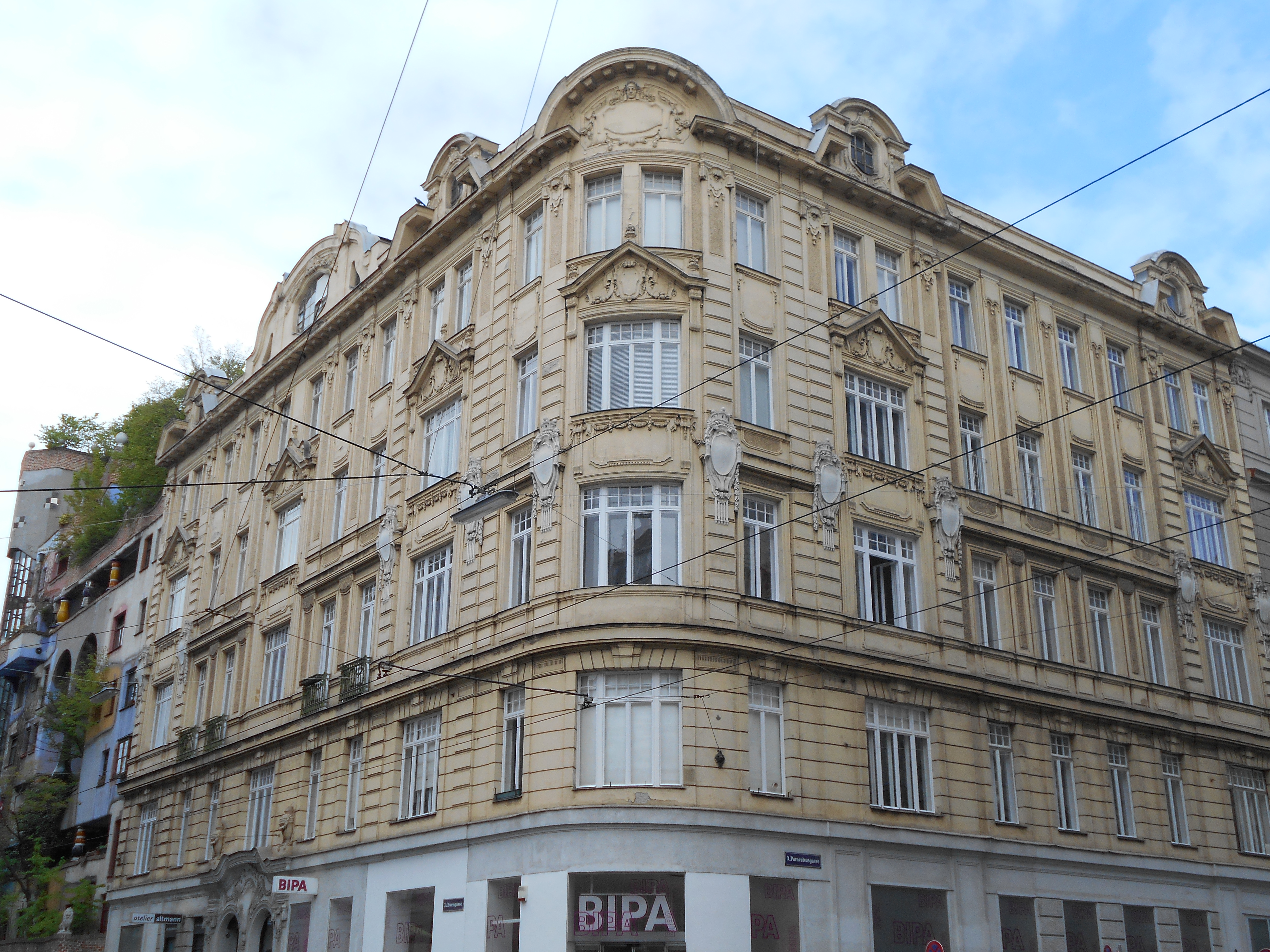
Nr. 45
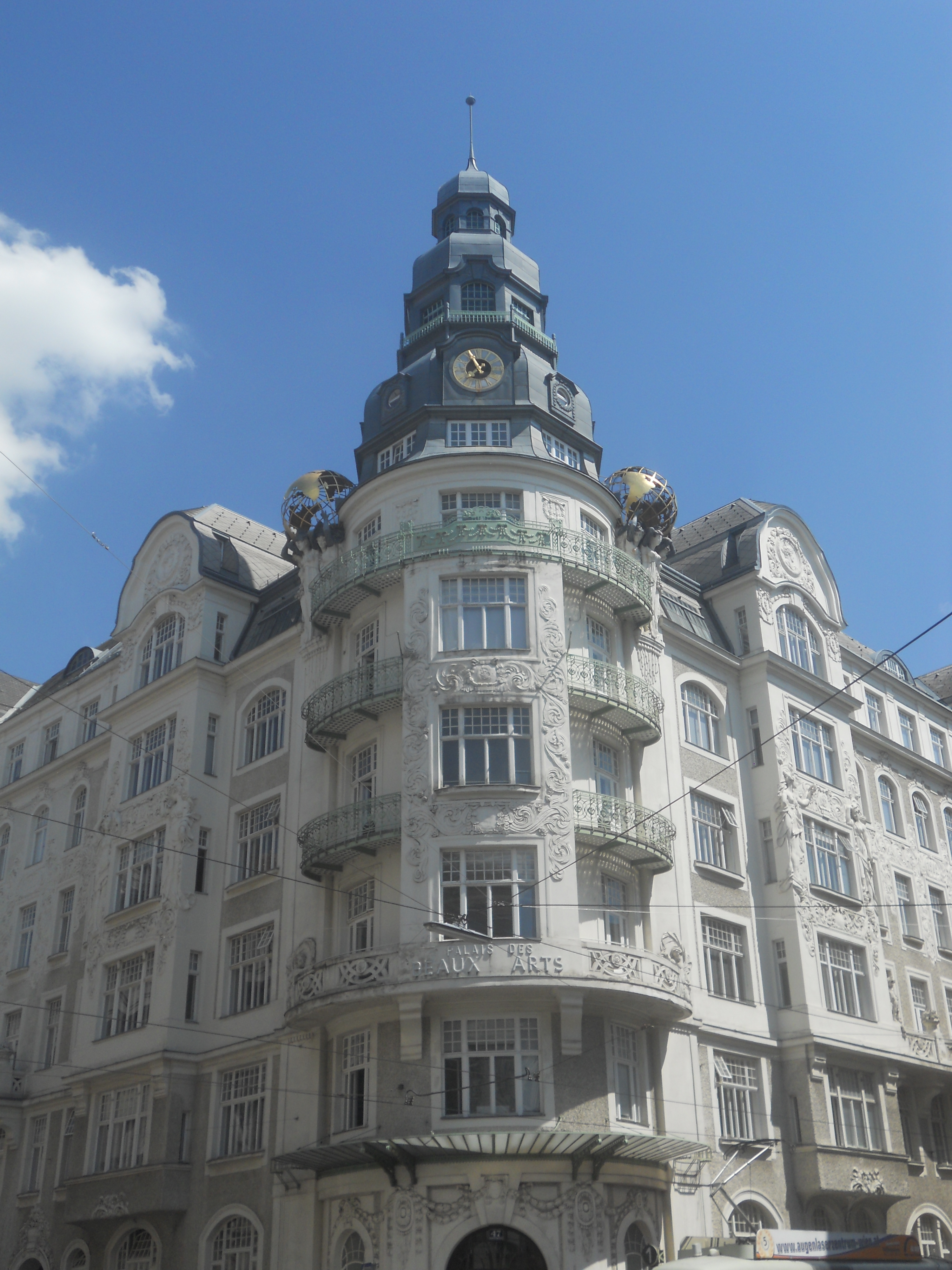
Palais des Baux Arts